# Уродцы
«Уродцы» (также «Уроды», англ. Freaks) — американская докодексовая драма с элементами боди-хоррора 1932 года режиссёра Тода Браунинга с Уоллесом Фордом, Лейлой Хайамс, Ольгой Баклановой и Роско Эйтсом в главных ролях. Является вольной экранизацией рассказа Тода Роббинса «Шпоры».

## Сюжет
В бродячей цирковой труппе вместе с нормальными актёрами выступают люди с экстремальными отклонениями в физическом развитии. Красавица-гимнастка Клеопатра случайно узнаёт, что восхищённый её красотой лилипут Ханс унаследовал крупное состояние. Она притворяется, что любит Ханса, и заставляет его расстаться с карлицей Фридой, с которой он помолвлен.
Клеопатра и Ханс играют свадьбу, гостями на которой становятся все цирковые уродцы труппы и любовник Клеопатры силач Геркулес. Уродцы хотят провести ритуал принятия Клеопатры в «свой круг», но опьяневшая красавица и Геркулес начинают над ними издеваться. Карлики понимают, что Клеопатра далеко не так великодушна, как выглядит, и начинают за ней следить.
Параллельно развивается история клоуна Фросо и танцовщицы Венеры, которую только что бросил Геркулес. Фросо и Венера — два одиноких человека, в которых доброта и одиночество рождает взаимную привязанность. Они живут бок о бок с цирковыми уродцами, но относятся к ним с той же человечностью, что и друг к другу, в то время как другие циркачи постоянно третируют их.
После свадьбы Клеопатра пытается отравить Ханса медленно действующим ядом. Ханс делает вид, что тяжело заболевает, но уродцы знают замысел Клеопатры и выжидают удобного момента для мести. Геркулес получает ножевую рану в спину, его дальнейшая судьба неизвестна. В оригинальной версии финала его кастрируют. Во время одного из переездов, когда фургон Клеопатры перевернулся на дороге во время грозы, уродцы настигают её в лесу. Неизвестно, что и как они делают с женщиной, но через несколько лет мы видим в бродячем балагане совершенно другую Клеопатру — лишённую речи и безумную уродку (женщину-утку).
В финале (который был исключён из ряда версий монтажа фильма) Фросо и Венера помогают Хансу помириться с Фридой, которая по-прежнему любит его.

## В ролях
- Ольга Бакланова — Клеопатра

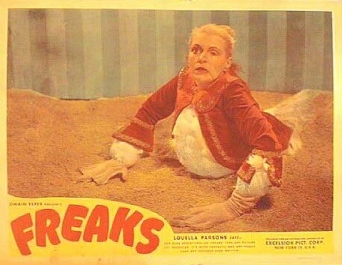
Постер фильма с изображением персонажа Ольги Баклановой

- Элизабет Грин — Изуродованная клеопатра (женщина-утка)
- Генри Виктор — Геркулес
- Гарри Эрлс — Ханс
- Дейзи Эрлс — Фрида
- Уоллес Форд — Фросо
- Лейла Хайамс — Венера
- Роско Эйтс — Роско
- Роуз Дион — мадам Тетраллини
- Дейзи и Виолетта Хилтон — сиамские близнецы
- Шлитци — играет самого себя
- Принц Рандиан — играет самого себя
- Жозефина Джозеф — гермафродит
- Ольга Родерик — бородатая женщина
- Фрэнсис О’Коннор — женщина без рук
- Джонни Эк — человек без нижней части туловища
- Анджело Росситто — Анджелино

## История создания
Компания MGM приобрела права на рассказ Роббинса в 1920-х по настоянию Браунинга. В июне 1932 Ирвинг Тальберг предложил Браунингу постановку «Арсена Люпена» с Джоном Берримором. Браунинг отказался, предпочитая продолжить работу над «Уродцами», начатую ещё в 1927 г. По его просьбе к проекту привлекли сценаристов Уиллиса Голдбека и Эллиотта Клоусона. Также в написании сценария участвовали Леон Гордон, Эдгар Аллан Вулф, Эл Боусберг и Чарльз Макартур. Сценарий сформировался за 5 месяцев, от оригинального рассказа в нём осталась разве что женитьба лилипута на обычной женщине и их свадебный пир. Планировалось участие в фильме Виктора Маклаглена (Геркулес), Мирны Лой (Клеопатра) и Джин Харлоу (Венера), но Тальберг решил не привлекать к работе звёзд первой величины.
При съёмках фильма Тод Браунинг руководствовался во многом собственным жизненным опытом — в 16 лет он сбежал из семьи и долго работал в бродячем цирке.
В фильме снималась самая впечатляющая группа актёров с физическими отклонениями за всю историю кинематографа. Тод Браунинг пригласил на кастинг большинство известных цирковых уродцев из всех бродячих цирков США. Любопытно, что все цирковые артисты-уродцы в фильме — за исключением Гарри и Дэйзи Эрлсов — названы своими настоящими именами, что добавляет картине оттенок документальности.
Съёмки продолжались с октября по декабрь 1931. Продолжительность фильма составляла 90 минут, но по результатам тестовых просмотров (одна зрительница угрожала MGM судом за то, что от просмотра у неё случился выкидыш) студия сократила фильм до 64 минут. Цензуре подверглись сцены расправы над Клеопатрой, кастрации Геркулеса, несколько комедийных моментов и большая часть оригинального эпилога; были добавлены новый пролог с балаганным зазывалой и эпилог, демонстрировавший примирение влюблённых лилипутов. Премьера этой версии состоялась в Лос-Анджелесе 20 февраля 1932 года.

## Значение и влияние
Современники оказались не готовы к предложенному Браунингом уровню откровенности. Никакие цензурные сокращения не могли спасти «Уродцев» от провала в прокате. Фильм на три десятилетия оказался похоронен в студийном архиве, был запрещён к показу в целом ряде стран (в частности, в Великобритании и в Австралии) и американских штатов и городов (некоторые из этих запретов официально не сняты до сих пор и формально считаются действующими). По легенде, студия была так напугана негативной реакцией публики на фильм, что на всякий случай уничтожила его негатив. После снятия фильма с проката права на его показ приобрёл у студии известный антрепренёр бродячих балаганов Дуэйн Эспер, который показывал фильм под названиями «Запретная любовь» и «Ошибки природы» во время представлений.
В 1961 году фильм был заново открыт и быстро приобрёл культовый статус. Он оказал большое влияние на нонконформистские культурные течения 1960-х годов — например, на классика современной фотографии Диану Арбюс. В 1967 году фильм удостоился специальной экспозиции в нью-йоркском Музее современного искусства. В 1994 году фильм, как имеющий большое художественное значение, был внесён в Национальный реестр фильмов.
Фильм Дэвида Линча «Человек-слон» (The Elephant Man, 1980) снят под прямым влиянием «Уродцев».
Песня Дэвида Боуи «Diamond Dogs» открывается ссылкой на этот фильм:
As they pulled you out of the oxygen tent,

You ask for the latest party,

With your silicone hump and your ten inch stump,

Dressed like a priest you was,

Tod Browning’s freak you was
Кадр с Эльвирой и Дженни Ли Сноу попал на обложку альбома Oddities, Abnormalities and Curiosities американской панк-группы Circle Jerks. В оформлении альбома «Kinder des Lichtes» группы Wappenbund, посвящённого детям с нарушениями в умственном развитии, как антитеза детскому фото с обложки, использованы кадры из фильма.